# 佩达索
佩达索（義大利語：Pedaso），是意大利费尔莫省的一个市镇。总面积3.65平方公里，人口2643人，人口密度724.1人/平方公里（2009年）。ISTAT代码为044057。